# Salvador Maluquer Aytés
Salvador Maluquer Aytés (Enviny, Pallars Sobirá, 1810 - Barcelona, 25 de diciembre de 1887) fue un político español. Fue presidente de la Diputación de Barcelona entre 1864 y 1866 y alcalde de Barcelona entre octubre de 1868 y enero de 1869. 

## Biografía
Nacido en Enviny en 1810, fue abogado y jurista. Primo de Josep Maluquer i Montardit, alcalde de Barcelona en 1840, uno de sus hijos también fue político. Miembro del Partido Progresista, fue elegido concejal y miembro de la Diputación de Barcelona por el Distrito Segundo en 1860, y en enero de 1864 fue el primer presidente de la Diputación elegido por los propios diputados. Dejó el cargo en octubre de 1866, cuando el general Serrano disolvió la corporación. Después de la Revolución de 1868 fue nombrado alcalde de Barcelona, cargo que ocupó entre octubre de 1868 y enero de 1869. Después volvió a la Diputación, donde fue nuevamente presidente entre 1871 y julio de 1872. Después de mantenerse al margen durante la I República Española, después del pronunciamiento de Arsenio Martínez Campos que provocó la Restauración borbónica fue elegido diputado por la circunscripción de Granollers y nuevo presidente de la Diputación entre febrero de 1874 y enero de 1875, cuando dimitió. 
Durante su mandato como presidente de la Diputación fue restaurado el cuerpo policial de los Mozos de Escuadra y la Diputación subvencionó el tramo de Vich del ferrocarril que iba de Granollers a San Juan de las Abadesas.
Fue enterrado en el cementerio de Pueblo Nuevo.